# Tityus curupi
Espèce
Tityus curupi est une espèce de scorpions de la famille des Buthidae.

## Distribution
Cette espèce est endémique de la province de Corrientes en Argentine. Elle se rencontre dans le département de San Martín dans les Paraje Tres Cerros.

## Description
Le mâle holotype mesure 36,77 mm et la femelle paratype 39,80 mm, les mâles mesurent de 36,77 à 42,00 mm et les femelles de 36,00 à 47,50 mm.

## Étymologie
Cette espèce est nommée en l'honneur du Kurupi.

## Publication originale
- Ojanguren-Affilastro, Adilardi, Cajade, Ramírez, Ceccarelli & Mola, 2017 : « Multiple approaches to understanding the taxonomic status of an enigmatic new scorpion species of the genus Tityus (Buthidae) from the biogeographic island of Paraje Tres Cerros (Argentina). » PLOS One, vol. 12, no 7, p. e0181337 (texte intégral).